# Hovhannes Hambardzumyan
Hovhannes Hambardzumyan (Ereván, 4 de octubre de 1990) es un futbolista armenio que juega de defensa en el F. C. Noah de la Liga Premier de Armenia.

## Selección nacional
Es internacional con la selección de fútbol de Armenia. Fue internacional sub-19 y sub-21 antes de convertirse en internacional absoluto en 2010, durante los partidos de clasificación para la Eurocopa 2012.
Marcó su primer gol con la selección el 1 de junio de 2016, en la victoria de Armenia por 4-0, en un amistoso frente a la selección de fútbol de El Salvador.

## Clubes
| Club                  | País                | Año       |
| --------------------- | ------------------- | --------- |
| F. C. Banants         | Armenia             | 2008-2014 |
| F. K. Vardar          | Macedonia del Norte | 2014-2018 |
| Enosis Neon Paralimni | Chipre              | 2018-2020 |
| Anorthosis Famagusta  | Chipre              | 2020-2023 |
| F. C. Noah            | Armenia             | 2023-     |

## Palmarés

### Títulos nacionales
| Título                                  | Club                 | País                | Año  |
| --------------------------------------- | -------------------- | ------------------- | ---- |
| Liga Premier de Armenia                 | F. C. Banants        | Armenia             | 2014 |
| Primera División de Macedonia del Norte | F. K. Vardar         | Macedonia del Norte | 2015 |
| Supercopa de Macedonia del Norte        | F. K. Vardar         | Macedonia del Norte | 2015 |
| Primera División de Macedonia del Norte | F. K. Vardar         | Macedonia del Norte | 2016 |
| Primera División de Macedonia del Norte | F. K. Vardar         | Macedonia del Norte | 2017 |
| Copa de Chipre                          | Anorthosis Famagusta | Chipre              | 2021 |
| Liga Premier de Armenia                 | F. C. Noah           | Armenia             | 2025 |
| Copa de Armenia                         | F. C. Noah           | Armenia             | 2025 |